# Isabelle Richer
Ne doit pas être confondu avec Isabel Richer.
Isabelle Richer (née en 1960) est une journaliste québécoise, notamment connue pour ses chroniques littéraires et judiciaires à Radio-Canada.
Elle a fait l'objet d'une surveillance policière, tout comme d'autres journalistes, par la Sûreté du Québec, du 1er novembre 2008 au 1er octobre 2013. Dans une entrevue qu'elle accorde en 2016 à Manon Dumais, du journal Le Devoir, elle confie que son principal mentor est le regretté journaliste Rodolphe Morissette, avec lequel elle a débuté, aux côtés de l'autre journaliste Yves Boisvert, attaché au journal La Presse.

## Accident de vélo
Le 27 juin 2015, elle est happée par un camion, alors qu'elle circule à vélo sur une route secondaire de Rougemont. L'accident, qui la plonge dans le coma, lui cause alors un traumatisme crânien, une fracture cervicale et une fracture du coude. Deux jours après le trauma, elle commence à sortir de sa prostration. Malgré la fracture des vertèbres C1 et C2, qui auraient pu la rendre tétraplégique, elle s'en sort sans paralysie. Journaliste-vedette, elle attire, par son accident, une grande attention médiatique.
Dès les premiers jours, sa sœur, la docteure Geneviève Richer, crée la page de microblogue « Des nouvelles d'Isabelle », sur laquelle elle tient ses proches et le public informés de l'évolution de l'état de santé de la journaliste, dans ses grandes lignes. De prime abord, elle y souligne que le port du casque de vélo a sauvé la vie de sa sœur.